# All About Steve
All About Steve (bra: Maluca Paixão; prt: Nada Mais que Steve) é um filme norte-americano de 2009, do gênero comédia romântica, dirigido por Phil Traill. Estrelado por Sandra Bullock, Thomas Haden Church e Bradley Cooper como o Steve de mesmo nome. O filme é o vencedor de duas Framboesa de Ouro e tem uma taxa de aprovação de 7% no Rotten Tomatoes.

## Sinopse
Mary é uma moça excêntrica e inteligente que vive com os pais (segundo ela porque a sua casa está sendo dedetizada) e que trabalha fazendo palavras cruzadas para o jornal local. Depois de participar de um encontro arranjado por seus pais, ela conhece Steve, um belo "Cameraman", e se convence de que ele é o seu grande amor. Obcecada, ela passa a persegui-lo por todo o país tentando convencê-lo disso.

## Elenco principal
- Sandra Bullock como Mary Horowitz

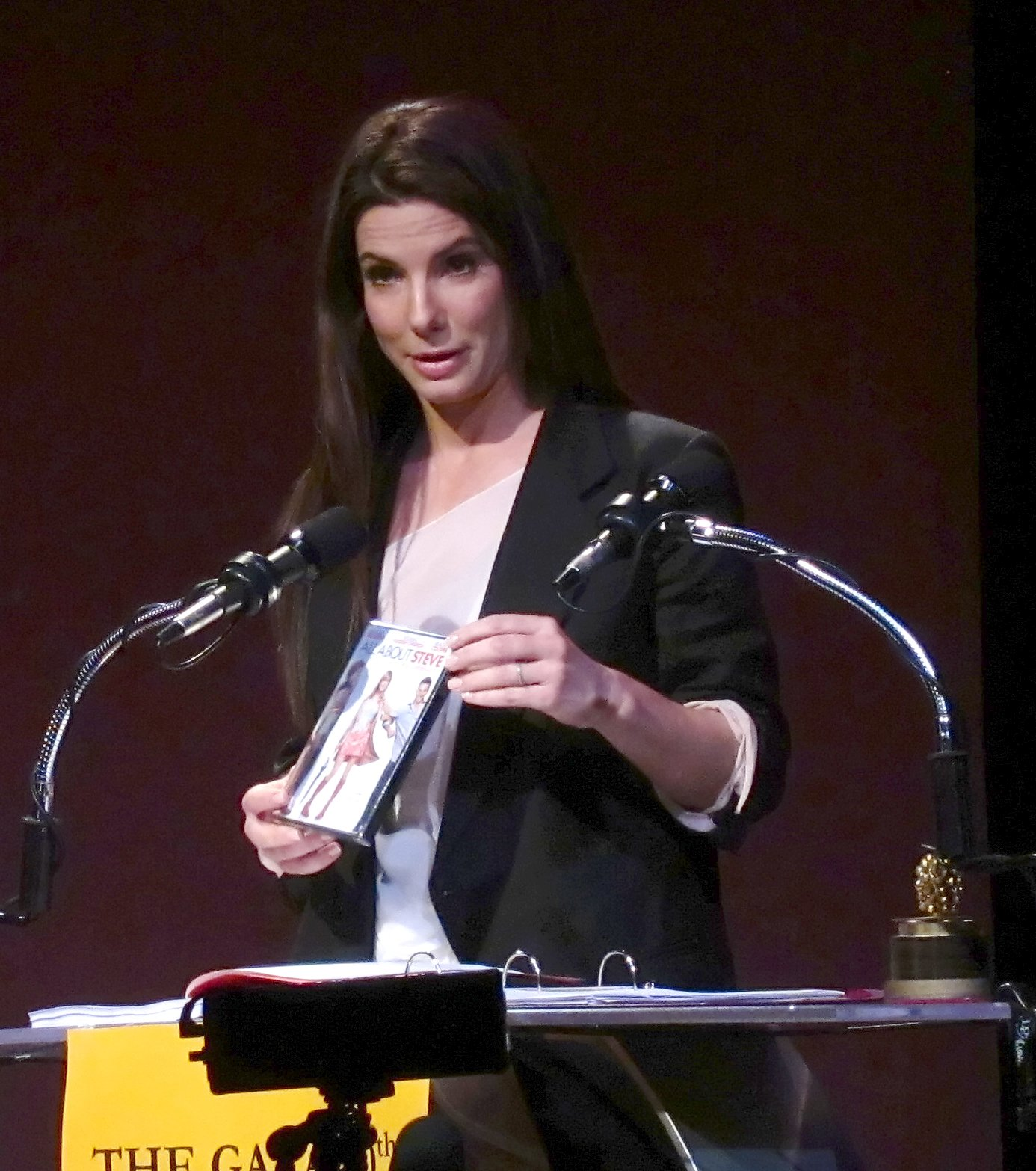
Sandra Bullock aceitando o prêmio Framboesa de Ouro

- Thomas Haden Church como Hartman Hughes
- Bradley Cooper como Steve
- Ken Jeong como Angus
- DJ Qualls como Howard
- Keith David como Corbitt
- Howard Hesserman como Sr. Horowitz
- Beth Grant como Sra. Horowitz
- Katy Mixon como Elizabeth
- Holmes Osborne como Soloman
- Jason Jones como Vasquez

## Prêmios e indicações
Recebeu cinco indicações ao Framboesa de Ouro, pior filme, pior diretor (Phil Traill), pior atriz (Sandra Bullock), pior roteiro (Kim Barker) e pior dupla (Sandra Bullock e Bradley Cooper). Venceu nas categorias de pior atriz e pior dupla, e  Sandra Bullock aceitou receber o seu prêmio pessoalmente.